# Matran
Matran is een gemeente en plaats in het Zwitserse kanton Fribourg, en maakt deel uit van het district Saane/Sarine.
Matran telt 1399 inwoners.